# Ubayd Allah ben Ziyad
`Ubayd Allah est le fils de Ziyad ibn Abi Sufyan gouverneur de l'Irak jusqu'en 673. Il y exerçait son autorité  au nom des omeyyades. `Ubayd Allah lui a donc succédé et a continué sa politique. 

## Biographie

### Règne de YazidIer
En 680, à la mort de Mu`âwiya, le nouveau calife omeyyade Yazid Ier s'est vu refuser le serment d'allégeance de la part de quatre personnes : Husayn fils d'Ali, Abd Allah ben az-Zubayr, `Abd Allah fils d'Umar et Abdu'l-Rahman ibn Abu Bakr (`Abd ar-Rahman), fils d'Abu Bakr.
`Ubayd Allah sur l'ordre du calife va réprimer l'agitation chiite provoquée par la popularité grandissante de Husayn à Koufa. Husayn, qui est à La Mecque, ignore les évènements qui se déroulent à Koufa et part rejoindre les gens de Koufa. `Ubayd Allah est prévenu du départ d’Husayn et va à sa rencontre. Husayn et sa petite troupe rencontre l'armée d'`Ubayd Allah à Kerbala.
En remerciement de ses services Yazid nomme `Ubayd Allah gouverneur de Koufa et de l'Irak en plus du titre de gouverneur de Bassora qu'il avait déjà, mais il ne lui redonne pas le gouvernement du Khorasan et du Sistan que lui avait donné Muawiya Ier. Ubayd Allah en conçoit quelque amertume. Lorsqu'il reçoit l'ordre d'attaquer `Abd Allah ben az-Zubayr à La Mecque, il refuse d'obéir se prétextant malade. Malgré tout une armée syrienne attaque Médine et la pille. En 684, les troupes syriennes reçurent l'ordre de partir aussi tôt que possible de Médine et de se diriger vers La Mecque. `Abd Allah ben az-Zubayr, avec les Médinois qui s'étaient réfugiés à La Mecque, vient à la rencontre des Syriens. Les Syriens font reculer `Abd Allah qui se réfugie à La Mecque. À l'aide de catapultes les Syriens tirent sur la Kaaba et enflamment le voile qui la couvre. Ce combat eut lieu le jour même de la mort de Yazid. Les combats cessent quelques jours plus tard lorsque parvient la nouvelle de la mort de Yazid. L'armée syrienne prend la route du retour vers Damas.

### Règne de Mu`âwiya II
À la mort de Yazid en 683, `Ubayd Allah part pour l'Irak recevoir les serments d'allégeance à Muawiya II à Koufa. Muawiya décède quarante jours après sa prise de pouvoir. `Ubayd Allah est chassé de Bassora par la population qui a appris cette mort dans l'intervalle.

### Règne de MarwanIer
`Ubayd Allah prend alors la décision de soutenir la candidature de Marwan contre celle de Khâlid ben Yazid trop jeune et celle de'`Abd Allah ben Zubayr qui n'est pas un Omeyyade.
Le règne court (neuf mois) de Marwân a été marqué par une guerre civile à l'intérieur de la famille omeyyade et par la guerre contre « l'anti-calife »  `Abd Allah ben al-Zubayr qui a continué à régner sur le Hedjaz, l'Irak, l'Égypte et une partie  de la Syrie.
Marwân gagna  la guerre civile, le résultat fut que la nouvelle lignée des califes omeyyades fut celle des Marwanides (684). Il put également reprendre l'Égypte et la Syrie, mais il ne réussit pas à vaincre complètement `Abd Allah ben al-Zubayr.
À Koufa, en fin de l'année 684, Soulayman ben Surad, soulève des troupes parmi les kharidjite pour venger la mort de Husayn. Il réussit à réunir seize mille hommes plus ou moins motivés. Son but est d'affronter celui qu'il tient pour responsable de cette mort : `Ubayd Allah. L'avant garde de l'armée syrienne est surprise par un des lieutenants de Soulayman. Les deux armées se sont rencontrées à Ayn al-Warda près de Qarqisiya en janvier 685. La bataille va durer trois jours. Vingt mille cavaliers Omeyyades contre seulement trois mille soldats avec Sulayman, les autres ayant déserté. Soulayman est tué au cours du combat par une flèche. Les survivants de l'armée de Sulayman se retirent pendant la nuit. Marwân meurt pendant que cette bataille se déroule. C'est Abd al-Malik son fils qui lui succéda (685).

### Règne d'`Abd al-Malik
À son retour de campagne, `Ubayd Allah trouve Abd al-Malik le fils de Marwân sur le trône et lui annonce sa victoire. 
Al-Mukhtâr ben Abî `Ubayd qui était emprisonné pendant la campagne de Sulayman, organise une nouvelle révolte kharidjite à Koufa. `Abd al-Malik confirme `Ubayd Allah dans son rôle de commandant en chef chargé de réprimer cette nouvelle révolte. Un détachement de l'armée syrienne est mis en déroute par les kharidjites près de Mossoul. Mukhtâr réussit à prendre le pouvoir dans tout l'Irak. Les habitants de Koufa se révoltent contre Al-Mukhtâr, mais celui-ci parvient à rétablir la situation.
Les armées kharidjites et celles d'`Ubayd Allah s'affrontent près de Mossoul `Ubayd Allah est tué au cours de cette bataille. C'est une victoire pour Mukhtâr